# Zsille Zoltán
Zsille Zoltán (Budapest, 1942. július 08. – Budapest, 2002. október 18.) magyar kritikus, szociológus, újságíró

## Életpályája
A budapesti Tudományegyetemen tanult filozófiát és szociológiát. 1964-től a MTA Szociológiai Kutatócsoportja külső munkatársa lett. Tevékeny szerepet játszott a KISZ működésében. Ekkor kezdődött publikációs tevékenysége. 1967-ben másokkal együtt magánkutatásba kezdett a fiatal értelmiség helyzetéről. 1967 júliusában a Szociológiai Intézetbe került gyakornoknak. Több szociológiai kutatómunkában vett részt. Cikkei és tanulmányai jelentek meg. Az Országos Vezetőképző Központ tudományos munkatársa lett. Az MSZMP hivatalos irányával és vezetőivel keletkezett összeütközései miatt 1974-ben kizárták a pártból, 1975-ben elvesztette állását. Utána alkalmi munkákból élt. Részt vett ellenzéki kezdeményezésekben. 1980 novemberében Ausztriába emigrált, ahol a Szabad-Európa Rádió bécsi tudósítója volt. 1987-től az NSZK-ban tartózkodott. Bibó-Press magán-hírügynökség főmunkatársa volt. 1991-ben tért vissza Magyarországra. 1994-ben a szociológiatudományok kandidátusa lett. Budapesten, 2002. október 18-án érte a halál.

## Főbb munkái
- Bibó istván, a harmadik út és a következő nemzedék (Genf, 1980)
- Egy önhit életrajza (Párizs, 1984)
- Élet egy eszme árnyékában, interjú Hegedüs Andrással (Bécs, 1985)
- Független fórum (München, 1985)
- A létező kecske (Bécs, 1989)